# 乔纳森·格兰菲尔德
乔纳森·格兰菲尔德（英語：Jonathan Glanfield，1979年8月6日—），英国男子帆船运动员。他曾代表英国参加2000年、2004年和2008年夏季奥林匹克运动会帆船比赛，获得二枚银牌，均来自男子470级项目。